# Viñetas desde el Atlántico
Viñetas desde el Atlántico (en gallego, Viñetas desde o Atlántico) es un festival de historieta que se celebra durante quince días, todos los meses de agosto, en la ciudad de La Coruña desde 1998 y que organiza la Concejalía de Cultura de su Ayuntamiento. Es el más importante del medio en Galicia y uno de los más destacados de España. Su director, desde sus inicios, ha sido Miguelanxo Prado.

## Características
Se colocan figuras de cartón-piedra de personajes famosos del medio en algunos de los enclaves más emblemáticos de la ciudad, como el Aquarium Finisterrae, la avenida de Alfonso Molina, los jardines de Méndez Núñez, el Millenium, el Palacio Municipal o Palexco.

## Historia
El alcalde Francisco Vázquez Vázquez, coleccionista él mismo, apoyó personalmente su creación.
La octava edición comemoró los 50 años de El Capitán Trueno.
La undécima edición tuvo entre sus invitados a Catel Muller, Daniel Acuña, David Aja, Howard Cruse, José Louis Bocquet, Luc Brunschwig, Mark Buckingham, Olivier Ka, Sergio Bleda, Solano López y Etienne Le Roux. También celebró varias conferencias y exposiciones sobre Arrugas de Paco Roca, entre otras obras.
En la duodécima se recuperó el Kiosco Alfonso como sede principal después de haber estado ocupado en la edición anterior con motivo del octavo centenario de la ciudad.
Su decimotercera edición, la de 2010, estuvo dedicada al cómic estadounidense clásico, concretamente a la tira de prensa y a Will Eisner.